# Lijst van Tweede Kamerleden voor de ARP
Een overzicht van alle voormalige Tweede Kamerleden voor de Anti-Revolutionaire Partij (ARP).
| Tweede Kamerlid                     | Begindatum        | Einddatum         |
| ----------------------------------- | ----------------- | ----------------- |
| Wim Aantjes                         | 26 mei 1959       | 7 juni 1977       |
| Jan van Aartsen                     | 20 maart 1959     | 18 mei 1959       |
| Jacob Algera                        | 21 september 1937 | 1 september 1952  |
| Jacob Algera                        | 3 juli 1956       | 2 oktober 1956    |
| Jan van Alphen                      | 16 mei 1894       | 8 september 1908  |
| Herman Amelink                      | 6 november 1931   | 3 juni 1946       |
| Maurits van Asch van Wijck          | 21 september 1897 | 16 september 1901 |
| Hubert van Asch van Wijck           | 17 september 1901 | 15 september 1913 |
| Lodewijk van Asch van Wijck         | 21 september 1897 | 31 januari 1903   |
| Jan van Baal                        | 14 oktober 1952   | 31 maart 1953     |
| Gerrit Baas Kzn.                    | 21 september 1937 | 3 juni 1946       |
| Joop Bakker                         | 11 mei 1971       | 14 februari 1972  |
| Gerardus van Baren                  | 18 februari 1936  | 7 juni 1937       |
| Marten Beinema                      | 29 april 1975     | 7 juni 1977       |
| Jan van Bennekom                    | 21 februari 1961  | 6 september 1970  |
| Egbertus Johannes Beumer            | 16 september 1913 | 3 juni 1917       |
| Egbertus Johannes Beumer            | 28 juni 1917      | 8 mei 1933        |
| Bouke Beumer                        | 21 januari 1975   | 7 juni 1977       |
| Barend Biesheuvel                   | 6 november 1956   | 23 juli 1963      |
| Barend Biesheuvel                   | 23 februari 1967  | 5 juli 1971       |
| Barend Biesheuvel                   | 7 december 1972   | 6 maart 1973      |
| Arend Biewenga Wzn.                 | 27 juli 1948      | 4 juni 1963       |
| Hendrik Bijleveld                   | 23 september 1902 | 17 september 1905 |
| Hendrik Bijleveld                   | 15 september 1925 | 16 september 1929 |
| Johan Heinrich Blum                 | 21 september 1909 | 15 september 1913 |
| Hans de Boer                        | 16 februari 1972  | 7 juni 1977       |
| Jaap Boersma                        | 15 september 1964 | 5 juli 1971       |
| Jaap Boersma                        | 7 december 1972   | 6 maart 1973      |
| Kees Boertien                       | 18 mei 1965       | 5 juli 1971       |
| Kees Boertien                       | 7 december 1972   | 6 maart 1973      |
| Kees Boertien                       | 28 mei 1973       | 15 januari 1975   |
| Allard van der Borch van Verwolde   | 21 september 1897 | 15 september 1913 |
| Hendrik Botterweg                   | 21 september 1937 | 8 september 1939  |
| Maurits Anton Brants                | 11 maart 1903     | 29 december 1906  |
| Sieuwert Bruins Slot                | 4 juni 1946       | 4 juni 1963       |
| Anthony Brummelkamp jr.             | 21 september 1897 | 16 september 1918 |
| Schelto van Citters                 | 6 maart 1907      | 8 juli 1909       |
| Hendrik Colijn                      | 9 november 1909   | 4 januari 1911    |
| Hendrik Colijn                      | 25 juli 1922      | 11 augustus 1923  |
| Hendrik Colijn                      | 17 september 1929 | 24 mei 1933       |
| Hendrik Colijn                      | 8 juni 1937       | 25 juni 1937      |
| Arie Colijn                         | 19 september 1917 | 14 september 1925 |
| Gerrit van Dam                      | 3 augustus 1971   | 7 juni 1977       |
| Hendrik Antonie Dambrink            | 20 september 1932 | 8 mei 1933        |
| Gerrit Diepenhorst                  | 8 juni 1937       | 3 juni 1946       |
| Isaac Arend Diepenhorst             | 23 februari 1967  | 9 mei 1971        |
| Jannes Johannes Cornelis van Dijk   | 25 juli 1922      | 18 september 1922 |
| Jannes Johannes Cornelis van Dijk   | 15 september 1925 | 23 juni 1937      |
| Tiemen van Dijken                   | 27 juni 1933      | 3 juni 1946       |
| Cornelis Simon van Dobben de Bruijn | 9 mei 1933        | 7 juni 1937       |
| Johannes Hendricus Donner           | 19 juni 1894      | 16 september 1901 |
| Lodewijk Duymaer van Twist          | 17 september 1901 | 18 juni 1905      |
| Lodewijk Duymaer van Twist          | 19 september 1905 | 3 juni 1946       |
| Jan van Eibergen                    | 3 juli 1956       | 31 augustus 1964  |
| Henk van Eijsden                    | 3 februari 1953   | 15 juli 1964      |
| Pieter Elfferich                    | 5 juni 1963       | 9 september 1966  |
| Gerrit Elhorst                      | 21 september 1909 | 15 september 1913 |
| Jan Fokkema                         | 4 juni 1946       | 19 maart 1959     |
| Nico Geelkerken                     | 31 juli 1963      | 6 december 1972   |
| Pieter Sjoerds Gerbrandy            | 27 juli 1948      | 2 juli 1956       |
| Pieter Sjoerds Gerbrandy            | 23 oktober 1956   | 19 maart 1959     |
| Bob Goudzwaard                      | 23 februari 1967  | 9 mei 1971        |
| Hans Grosheide                      | 11 mei 1971       | 27 juli 1971      |
| Kees Hazenbosch                     | 15 april 1953     | 9 januari 1961    |
| Jan Frederik Heemskerk              | 21 september 1909 | 15 september 1913 |
| Jan Frederik Heemskerk              | 17 september 1918 | 24 juli 1922      |
| Theo Heemskerk                      | 19 juni 1894      | 20 september 1897 |
| Theo Heemskerk                      | 17 september 1901 | 11 februari 1908  |
| Theo Heemskerk                      | 25 juli 1922      | 17 september 1922 |
| Theo Heemskerk                      | 15 september 1925 | 11 juni 1932      |
| Schelto van Heemstra                | 21 september 1897 | 19 december 1911  |
| Theunis Heukels                     | 12 oktober 1922   | 14 september 1925 |
| Theunis Heukels                     | 18 september 1928 | 16 september 1929 |
| Chris van den Heuvel                | 12 oktober 1922   | 2 juli 1956       |
| Gerrit Blankers 't Hooft            | 16 mei 1894       | 16 september 1901 |
| Jan Samuel François van Hoogstraten | 21 september 1909 | 15 september 1913 |
| Jan van Houwelingen                 | 7 maart 1973      | 7 juni 1977       |
| Alexander Willem Frederik Idenburg  | 17 september 1901 | 25 september 1902 |
| Albertus de Jong                    | 21 september 1909 | 19 september 1910 |
| Antonius Everdinus van Kempen       | 21 september 1897 | 27 oktober 1902   |
| Garmt Kieft                         | 11 november 1958  | 9 mei 1971        |
| Jan de Koning                       | 11 mei 1971       | 7 juni 1977       |
| Jeltien Kraaijeveld-Wouters         | 7 maart 1973      | 7 juni 1977       |
| Johannes Krap                       | 21 september 1897 | 18 september 1905 |
| Abraham Kuyper                      | 16 mei 1894       | 31 juli 1901      |
| Abraham Kuyper                      | 13 november 1908  | 17 september 1912 |
| Willem de Kwaadsteniet              | 7 maart 1973      | 7 juni 1977       |
| Hendrik Aukes Leenstra              | 18 september 1923 | 16 september 1929 |
| Hannie van Leeuwen                  | 15 november 1966  | 7 juni 1977       |
| A.D.P.V. van Löben Sels             | 17 september 1901 | 18 september 1905 |
| Christiaan Lucasse                  | 16 mei 1894       | 12 januari 1903   |
| Christiaan Lucasse                  | 24 februari 1903  | 20 september 1909 |
| Alex van Lynden van Sandenburg      | 21 september 1909 | 15 september 1913 |
| Willem van Manen Jzn.               | 16 september 1909 | 20 september 1909 |
| J.J.W.A. Meijerink                  | 8 juni 1937       | 14 juli 1952      |
| Jan Meulink                         | 6 november 1956   | 31 augustus 1966  |
| Gerrit Adriaan Arnold Middelberg    | 21 september 1909 | 15 september 1913 |
| Jan van der Molen                   | 18 maart 1908     | 14 september 1925 |
| Frederik Herman de Monté VerLoren   | 10 november 1909  | 29 april 1925     |
| Riekus de Mooij Azn.                | 19 september 1967 | 9 mei 1971        |
| Kees van Nierop                     | 26 mei 1959       | 19 februari 1962  |
| Hendrik Okma                        | 17 september 1901 | 24 oktober 1907   |
| Nicolaas Oosterbaan                 | 21 september 1909 | 26 juni 1917      |
| Nicolaas Oosterbaan                 | 4 juli 1917       | 26 juli 1917      |
| Hendrik Pollema                     | 9 november 1908   | 15 september 1913 |
| Jozef Jan Pompe van Meerdervoort    | 17 september 1901 | 18 september 1905 |
| Nicolaas de Ridder                  | 9 oktober 1901    | 19 november 1909  |
| Bauke Roolvink                      | 2 juli 1963       | 4 april 1967      |
| Bauke Roolvink                      | 11 mei 1971       | 7 juni 1977       |
| Anton Roosjen                       | 8 juni 1937       | 4 juni 1963       |
| Bram Rutgers                        | 12 september 1933 | 20 januari 1936   |
| Jacqueline Rutgers                  | 5 juni 1963       | 21 februari 1967  |
| Victor Henri Rutgers                | 20 februari 1912  | 26 juni 1917      |
| Victor Henri Rutgers                | 4 juli 1917       | 5 augustus 1925   |
| Maarten Schakel                     | 15 september 1964 | 7 juni 1977       |
| Jan Gerrit Scheurer                 | 28 februari 1911  | 19 juni 1928      |
| Lubbertus Willem Gerrit Scholten    | 6 november 1956   | 31 oktober 1958   |
| Jan Nico Scholten                   | 15 september 1970 | 9 mei 1971        |
| Jan Nico Scholten                   | 3 augustus 1971   | 6 december 1972   |
| Jan Nico Scholten                   | 1 maart 1973      | 7 juni 1977       |
| Jan Schouten                        | 22 oktober 1918   | 2 juli 1956       |
| Ad Schouten                         | 3 augustus 1971   | 15 april 1975     |
| Pieter Abraham Schwartz             | 3 maart 1936      | 7 juni 1937       |
| Hendrik Seret                       | 16 mei 1894       | 18 september 1905 |
| Johannes Severijn                   | 17 september 1929 | 19 oktober 1931   |
| Wietze van der Sluis                | 20 september 1966 | 12 september 1967 |
| Nanne Sluis Pzn.                    | 17 september 1901 | 18 september 1905 |
| Jan Smallenbroek                    | 20 november 1945  | 3 juni 1946       |
| Jan Smallenbroek                    | 6 november 1956   | 13 april 1965     |
| Chris Smeenk                        | 17 september 1918 | 26 juli 1948      |
| Antoon Stapelkamp                   | 4 juni 1946       | 2 juli 1956       |
| Syb Talma                           | 17 september 1901 | 11 februari 1908  |
| Jan Terpstra                        | 9 mei 1933        | 13 december 1952  |
| Jetze Tjalma                        | 8 juni 1937       | 3 juni 1946       |
| Antoon Veerman                      | 3 april 1962      | 4 juni 1963       |
| Antoon Veerman                      | 18 april 1967     | 10 mei 1973       |
| Antoon Veerman                      | 4 november 1975   | 7 juni 1977       |
| Henri Adolphe van de Velde          | 21 september 1897 | 16 september 1918 |
| Ep Verkerk                          | 4 juni 1946       | 4 juni 1963       |
| Arend Vermaat                       | 3 augustus 1971   | 15 oktober 1975   |
| Thieleman Versteeg                  | 6 november 1956   | 21 februari 1967  |
| Hugo Visscher                       | 25 juli 1922      | 30 november 1935  |
| Pieter van Vliet                    | 17 september 1901 | 16 september 1918 |
| Willem de Vlugt                     | 21 september 1909 | 15 september 1913 |
| Coenraad van der Voort van Zijp     | 19 maart 1908     | 20 september 1909 |
| Coenraad van der Voort van Zijp     | 28 september 1909 | 14 september 1925 |
| Simon de Vries Czn                  | 18 november 1902  | 18 september 1905 |
| Simon de Vries Czn                  | 11 december 1907  | 17 september 1908 |
| Jan Hendrik de Waal Malefijt        | 21 september 1897 | 15 augustus 1909  |
| Willem Wagenaar                     | 8 juni 1937       | 28 mei 1943       |
| Tjebbe Walburg                      | 5 juni 1963       | 13 februari 1973  |
| Willem Warnaar                      | 27 mei 1925       | 14 september 1925 |
| Piet Wielinga                       | 9 mei 1933        | 7 juni 1937       |
| Jacob Adriaan de Wilde              | 17 september 1918 | 26 mei 1933       |
| Jacob Adriaan de Wilde              | 8 juni 1937       | 23 juni 1937      |
| Jacob Adriaan de Wilde              | 19 september 1939 | 26 juli 1948      |
| Cornelis van der Zaal               | 9 mei 1933        | 2 juli 1956       |
| Cornelis van der Zaal               | 23 oktober 1956   | 19 maart 1959     |
| Albertus Zijlstra                   | 17 september 1918 | 3 juni 1946       |
| Jelle Zijlstra                      | 3 juli 1956       | 2 oktober 1956    |
| Rinse Zijlstra                      | 23 februari 1967  | 9 mei 1971        |